# Bazi
Bazi (fl. XXVI secolo a.C.) è stato il terzo Re della città di Mari, importante snodo commerciale fra la Mesopotamia e l'Asia minore..
Il suo regno dovrebbe collocarsi fra il 2570 ed il 2540 a.C. Il suo epiteto nella lista reale è il conciatore. Il suo successore dovrebbe essere Zizi, secondo una lista conservata negli archivi di Ebla, città sita attualmente in Siria, al tempo tributaria di Mari.